# Ricardo López Felipe
Ricardo López Felipe (Madrid, España, 30 de diciembre de 1971) es un exjugador y entrenador de fútbol español. Como jugador se desempeñaba en la posición de guardameta, llegó a ser convocado con la selección española para la Copa Mundial de Fútbol de 2002. Debutó en la Kings League el 1 de enero de 2023 con el equipo de 1k presidido por Iker Casillas.

## Trayectoria

### Como jugador
Criado en el barrio de Aluche, se formó en las categorías inferiores del Atlético de Madrid tras iniciar su carrera en el Real Ávila, en la temporada 1998-99 fue fichado por el Real Valladolid para jugar en primera división. Sin embargo, durante sus dos primeras temporadas fue suplente de otro gran portero de su generación, César Sánchez. Tras la marcha de este último al Real Madrid, Ricardo se hizo con la titularidad indiscutible del Real Valladolid durante dos temporadas, volviendo posteriormente al Atlético de Madrid donde ganó un doblete, Liga y Copa. Fue convocado como tercer portero de la selección española para disputar el Mundial Corea del Sur y Japón de 2002. Sus buenas actuaciones llamaron la atención del Manchester United quien lo fichó para la temporada 2002-2003, donde ganó la Premier League.
Fue cedido al Racing de Santander para la temporada 2003 - 2004 con una actuación memorable. Después volvió al Manchester United con el objetivo de hacerse con el dorsal 1, que entonces poseía Fabien Barthez, que no pudo cumplir.
Fue declarado transferible al final de la temporada 2004 - 2005 y fue fichado por el Club Atlético Osasuna, donde se hizo con la titularidad y realizó una gran campaña, ayudando a su club a finalizar la liga en el cuarto puesto y clasificándose, por tanto, para la fase previa de la Liga de Campeones.
En las temporadas siguientes, su titularidad en Osasuna ha sido indiscutible por delante del canterano Juantxo Elía. Con la llegada de Roberto del Sporting de Gijón en la temporada 2008-2009, Ricardo pasó a ser suplente durante casi toda la campaña. Al final de ésta, recuperó estimación por sus buenas actuaciones en los partidos en los que Osasuna se jugaba la permanencia: Sevilla, Barcelona y Real Madrid.
Terminada ya la temporada 2008-2009, el portero madrileño acababa contrato con Osasuna, pero la entidad navarra le acabó ofreciendo la renovación por una campaña más, por lo que el guardameta no dudó en continuar en Pamplona.
En 2012 se encontraba jugando en el UD Mutilvera en la posición de delantero, además de haber emprendido su camino como entrenador, realizando el curso para ejercer como tal. En el mercado invernal regresó a Osasuna hasta final de temporada, pues la entidad rojilla se vio obligada a fichar a un portero por la baja de su guardameta Asier Riesgo.
En junio de 2013 anunció su retirada del fútbol profesional a los 41 años. Por este motivo el 1 de junio de 2013 (jornada 38), jugó sus últimos minutos en el partido Real Madrid C. F.-C. A. Osasuna en el Santiago Bernabéu, y con ello batió el récord de Amedeo Carboni del jugador más veterano que disputa un partido de Primera División, exceptuando el caso de Harry Lowe.
En el año 2023 se dio el retorno a la actividad, participando como guardametas del equipo 1K (presidido por Iker Casillas) en la Kings League

#### Selección nacional
Antes de ir al Manchester United fue convocado para jugar con la Selección española el Mundial de Corea del Sur/Japón 2002.

### Como técnico
El 24 de junio se convierte en el entrenador de porteros del Club Brujas, entrenado por el español Juan Carlos Garrido Fernández, tal y como confirmó el club en su página web.
La experiencia de Ricardo tras su retirada se basa en formar parte de cuerpos técnicos como entrenador de porteros en el Club Brujas K.V. (Jupiler Pro League) o la selección de Japón y como director deportivo de la escuela del Arsenal en Tokio.
En enero de 2018, firma como  primer entrenador del Racing Club de Ferrol que juega en el Grupo I de la Segunda División B, al que dirige durante la segunda vuelta de la competición.
En julio de 2019, se convierte en entrenador del Juvenil A del Real Valladolid, pero dos meses más tarde, firmaría como entrenador de porteros del Inter Miami CF.
El 21 de octubre de 2021, firma como entrenador de la Sociedad Deportiva Ejea de la Segunda División RFEF.
El 17 de enero de 2022, es cesado como entrenador de la Sociedad Deportiva Ejea de la Segunda División RFEF.

## Clubes

### Como jugador
| Club                   | País       | Año       |
| ---------------------- | ---------- | --------- |
| Atlético Madrileño     | España     | 1990-1991 |
| Real Ávila C.F.        | España     | 1991-1992 |
| Atlético de Madrid "B" | España     | 1992-1995 |
| Atlético de Madrid     | España     | 1995-1997 |
| Atlético de Madrid "B" | España     | 1997-1998 |
| Real Valladolid F.C.   | España     | 1998-2002 |
| Manchester United F.C. | Inglaterra | 2002-2003 |
| Racing de Santander    | España     | 2003-2004 |
| Manchester United F.C. | Inglaterra | 2004-2005 |
| C.A. Osasuna           | España     | 2005-2012 |
| U.D. Mutilvera         | España     | 2012-2013 |
| C.A. Osasuna           | España     | 2013      |
| 1K (Kings League)      | España     | 2023      |

### Como entrenador
| Club             | País   | Año       |
| ---------------- | ------ | --------- |
| Racing de Ferrol | España | 2018      |
| S.D. Ejea        | España | 2021-2022 |

## Palmarés

### Campeonatos nacionales
| Título           | Club                   | País       | Año       |
| ---------------- | ---------------------- | ---------- | --------- |
| Primera División | Atlético de Madrid     | España     | 1995-1996 |
| Copa del Rey     | Atlético de Madrid     | España     | 1995-1996 |
| Premier League   | Manchester United F.C. | Inglaterra | 2002-2003 |